# Björnareåsens naturreservat

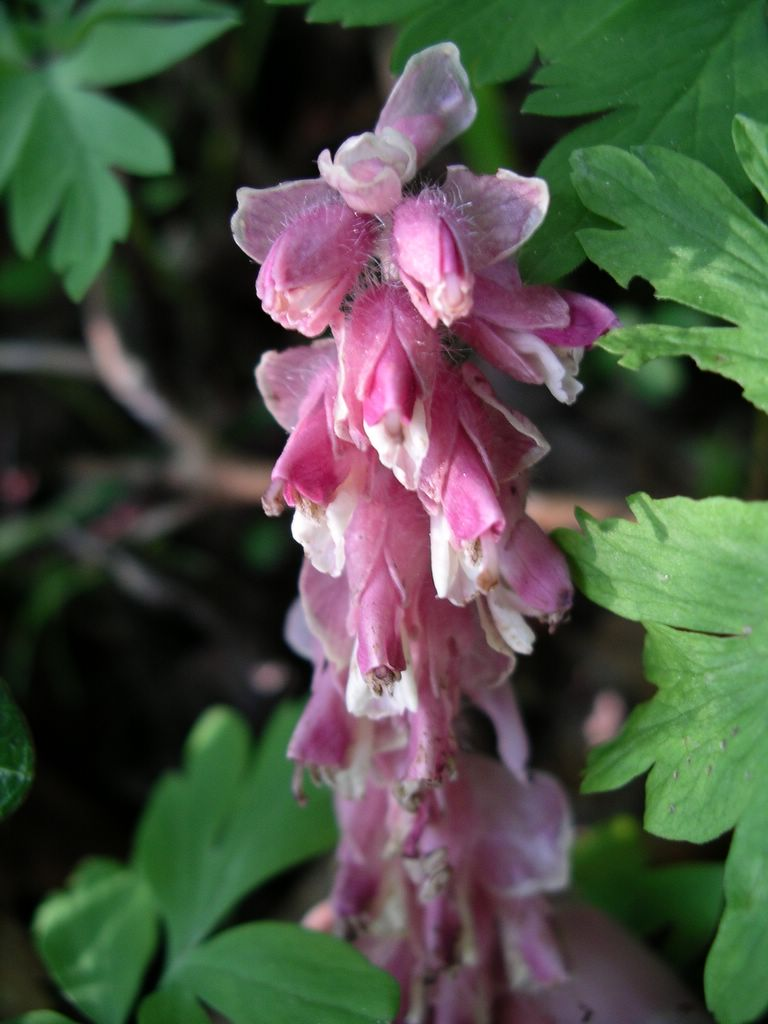
Vätteros

Björnareåsen är ett naturreservat i Partille socken i Partille kommun i Västergötland.
Reservatet är beläget strax norr om Jonsered och utgörs av så kallad grönstensberggrund. Denna påverkar floran i området som anses vara ovanligt rik. Där växer grov gammal tallskog och dessutom växer hassel och annan lövskog. Det finns gott om gammal död ved med lågor, torrakor, rotvältor och boträd vilket medför att området är en viktig lokal för svampar och lavar. Där finns borsttaggingen, krusig trumpetsvamp, ådrig torsklav, bårdlav och grov fjädermossa.
Inom rådet växer skogsstjärnblomma, trolldruva, liten häxört och blåsippa. I bäckdalgången växer lundarv, källarv, bäckbräsma, vätteros och skogsbingel. Där finns även sumpskogsbestånd med klibbal.
Området är skyddat sedan 2001 och omfattar 45 hektar. Det förvaltas av Västkuststiftelsen.